# Paros (gmina)
Paros (gr. Δήμος Πάρου, Dimos Paru) – gmina w Grecji, w administracji zdecentralizowanej Wyspy Egejskie, w regionie Wyspy Egejskie Południowe, w jednostce regionalnej Paros. W jej skład wchodzi między innymi wyspa Paros. Siedzibą gminy jest Paros. W 2011 roku liczyła 13 715 mieszkańców.